# Washington (Ohio)
Washington is een plaats (city) in de Amerikaanse staat Ohio, en valt bestuurlijk gezien onder Fayette County.

## Demografie
Bij de volkstelling in 2000 werd het aantal inwoners vastgesteld op 13.524.

## Geografie
Volgens het United States Census Bureau beslaat de plaats een oppervlakte van 16,9 km², waarvan 16,7 km² land en 0,2 km² water.

## Plaatsen in de nabije omgeving
De onderstaande figuur toont nabijgelegen plaatsen in een straal van 20 km rond Washington.